# Glanz-Rose
Die Glanz-Rose (Rosa nitida), auch Glanzblättrige Rose genannt, ist eine Pflanzenart aus der Gattung Rosen (Rosa) innerhalb der Familie der Rosengewächse (Rosaceae). Sie ist ursprünglich im nordöstlichen Nordamerika verbreitet. Ihr botanischer Name (Artepitheton nitida von lateinisch nitidus für glänzend) und Trivialname bezieht sich auf die glänzenden Laubblätter. 

## Beschreibung
Rosa nitida wächst als kompakter, ausläuferbildender Strauch, der Wuchshöhen von bis zu 80 Zentimetern erreicht. Ihre stacheligen Äste besitzen eine rötlich-braune Rinde. Ihre glänzenden, gefiederten Laubblätter sind dunkelgrün und verfärben sich im Herbst leuchtend rot und gelb. Die Fiederblätter sind schmal mit gesägten Blattrand. 
Die Blütezeit liegt Ende Juni. Die relativ kleinen, zwittrigen Blüten sind bei einem Durchmesser von 4 bis 5 Zentimetern radiärsymmetrisch und fünfzählig mit doppelter Blütenhülle. Die fünf freien Kronblätter sind leuchtend rosafarben. Die mit einem Durchmesser von 0,8 bis 1 Zentimetern relativ kleinen, rundlichen Hagebutten sind borstig und bei Reife zinnoberrot.
Die Chromosomenzahl beträgt 2n = 14.

## Verbreitung
Rosa nitida ist ursprünglich im östlichen Kanada und in Neu-England verbreitet.

## Nutzung
Rosa nitida wurde 1807 von Carl Ludwig Willdenow nach Europa eingeführt. Diese einmalblühende Wildrose ist robust, winterhart bis −35 °C (USDA-Zone 4). Rosa nitida verträgt Kälte und Hitze, Trockenheit und schlecht drainierte Böden. 